# Nicèfor Catacaló
Nicèfor Catacaló o Nicèfor Euforbè Catacaló, en grec medieval Νικηφόρος Εὐφορβηνός Κατακαλών, va ser un noble de l'Imperi Romà d'Orient, gendre de l'emperador Aleix I Comnè (que va regnar del 1081 al 1118).
Era fill del distingit general Constantí Euforbè Catacaló, un dels oficials de més confiança d'Aleix. Com a testimoni de la confiança i l'estimació de l'emperador per Constantí, Nicèfor es va casar amb la porfirogènita Maria Comnena, la segona filla d'Aleix i li va donar el rang de panhipersebast, que s'atorgava als nobles relacionats íntimament amb la família imperial. Per l'Alexíada se sap que va participar en el combat contra els cumans el 1095, al costat del seu pare, on es va distingir per la seva valentia. No se sap quan va morir, però se suposa que devia ser no més tard del 1130.
Amb Maria, va tenir nombrosos fills, però només es coneix el nom de dos fills, Aleix Comnè i Andrònic Comnè, que van ocupar càrrecs elevats més endavant. Un altre fill, Joan, és conegut només perquè se'l menciona en el típicon del monestir de Crist Filantrop. El matrimoni també va tenir un nombre desconegut de filles (almenys tres), ja que es menciona la seva existència en el típicon del monestir de la Mare de Déu Plena de Gràcia.